# 1632

## Събития
- Рембранд ван Рейн рисува картините – „Якоб де Гейн III“, „Урок по анатомия на д-р Николаес Тьолп“, „Свалянето на кръста“, „Продавач на отрова за плъхове“, „Портрет на ориенталски мъж“, „Отвличането на Европа“, „Философ по време на медитация“ и др.
- Започва строителството на Тадж Махал в град Агра, Индия.
- Хенри Казимир I става управител на Фризия, Гронинген и Дренте.
- Създаден е Националният университет „Киево-Могилянска академия“ – най-старото висше учебно заведение в Украйна.
- Осветена е църквата Капуцинеркирхе във Виена, в близост до двореца Хофбург.
- Мурад IV поема изцяло управлението на Османската империя на 20-годишна възраст.
- Започва Втората руско-полска война.
- Основани са Йезуитските мисии Нуестра Сеньора де Лорето, Сао Мигел дас Мисойнс, Сан Игнасио Мини, на територията на днешни Аржентина, Парагвай и Бразилия.
- Основан е град Уилямсбърг във Вирджиния, Съединени американски щати.
- Построен е Катедралният храм Св. Троица в град Русе.
- Френският крал Луи XIII получава Версайският дворец от фамилията Гонди и започва разширяването му.
- Папа Урбан VIII нарежда възстановяването на базиликата Храм на Ромул.
- Отпечатана е първата книга на италианския математик Бонавентура Кавалиери.
- Създадено е село Рибница, Смолян.
- Френският принц Гастон Орлеански се жени за Маргьорит Лотарингска.
- Основа е столицата на Антигуа и Барбуда Сейнт Джонс.
- 8 януари – Основан е Амстердамският университет.
- 22 февруари – Публикуван е „Диалог за двете главни световни системи“ на Галилео Галилей, вследствие на който е осъден на затвор от съда на Инквизицията и поставен под домашен арест в Сиена.
- март – Бавария е нападната от Густав II Адолф.
- 29 март – Подписан е Договорът от Сен-Жермен-ан-Ле между Франция и Англия, при който град Квебек е отново под френски контрол.
- 15 април – Състои се Битката при Рейн ам Лех.
- май – Мюнхен пада под контрола на шведския крал Густав II Адолф.
- 20 април – Превзет е германският град Аугсбург от шведския крал Густав II Адолф.
- юли – Матей I Басараб става княз на Влахия.
- юли – Антонис ван Дайк получава рицарско звание.
- 16 август – Състои се Битката при Вислох.
- 9 септември – Състои се Битката при Алте Весте.
- 20 септември – Състои се Битката Клузер Хандел в Балстал.
- 25 септември – Основан е град Якутск, Русия.
- 27 септември – Хендрик Браувър става 8-и генерал-губернатор на Холандска Индия.
- 16 октомври – Публикувана е първата карта на целия архиплаг Северна земя.
- 8 ноември – Владислав IV Васа става Крал на Полша.
- 16 ноември – Кристина става кралица на Швеция.
- 16 ноември – Състои се Битката при Лютцен между католическата имперска армия на Албрехт фон Валенщайн и протестантската армия от шведи и германци, командвана от шведския крал Густав II Адолф в хода на Тридесетгодишната война (1618 – 1648 г.).

## Родени
- ? – Гийом-Габриел Нивер, френски музикант
- 8 януари – Самуел фон Пуфендорф, германски юрист
- 14 януари – Густав Адолф, немски аристократ, син на Фридрих V
- 6 април – Мария Леополдина Австрийска, австрийска ерцхерцогиня
- 8 май – Хайно Хайнрих Граф фон Флеминг, фелдмаршал на Прусия
- 31 май – Феодосия Морозова, велика руска болярка
- 29 август – Джон Лок, английски философ
- 29 септември – Жан-Батист Люли, френски бароков композитор
- 14 октомври – Франсоа II, херцог на Лотарингия
- 20 октомври – Кристофър Рен, английски архитект
- 20 октомври – Педро Антонио Фернандес де Кастро, испански аристократ
- 24 октомври – Антони ван Льовенхук, холандски учен
- 31 октомври – Йоханес Вермер, нидерландски художник
- 23 ноември – Жан Мабийон, френски учен
- 24 ноември – Барух Спиноза, холандски философ
- 17 декември – Антъни Ууд, английски антиквар

## Починали
- 10 февруари – Филибели Хафиз Ахмед паша, велик турски везир
- 26 февруари – Чезаре II Гонзага, херцог на Гонзага
- 30 април – Сигизмунд III Васа, Крал на Жечпосполита и Швеция
- 30 април – Йохан Церкалес граф фон Тили, фламандски пълководец
- 18 май – Топал Реджеб паша, велик турски везир
- 25 май – Адам Танер, австрийски математик
- 2 юни – Ърнест Казимир I, граф на Насау Дитц
- 9 август – Мария Кристина Медичи, италианска аристократка
- 13 септември – Леополд V, император на Австрия
- 16 ноември – Густав II Адолф, крал на Швеция
- 29 ноември – Фридрих V, курфюрст на Пфалц